# Trollhättan 33

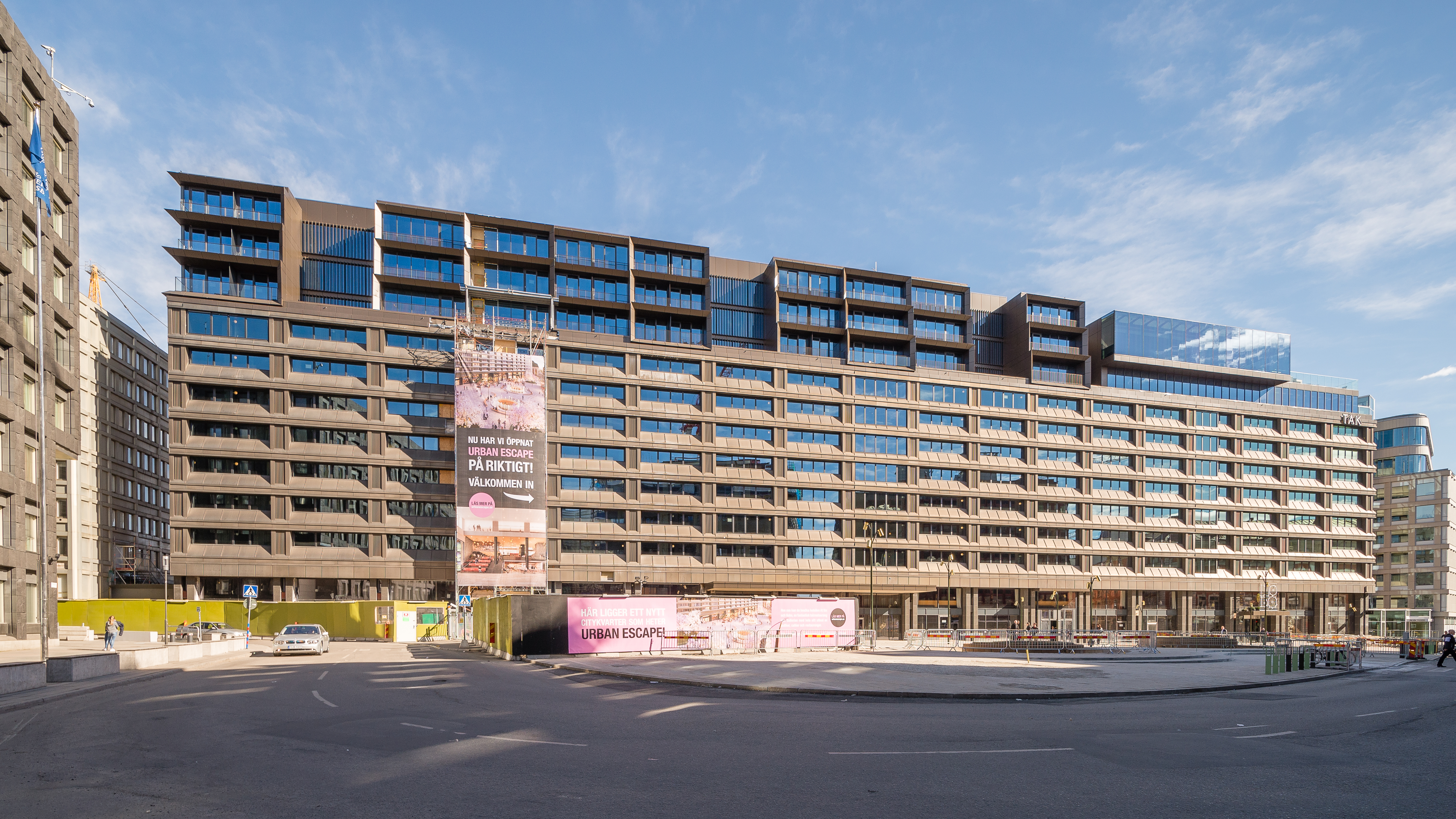
Fastigheten i mars 2017 efter ombyggnad.

Trollhättan 33 är en fastighet i kvarteret Trollhättan, vid Brunkebergstorg 4-10 på Norrmalm i centrala Stockholm. Byggnaden var tidigare huvudkontor för Sparbankernas bank och dess efterföljare Swedbank. Efter att banken flyttat till fastigheten Cirkusängen 6 i Sundbyberg 2014 inleddes en ombyggnad av fastigheten Trollhättan 33 som slutfördes 2019. Kvarteret marknadsförs av fastighetsägaren AMF fastigheter under namnet Urban Escape och innehåller lokaler för handel, kontor och ett storhotell för norskägda Nordic Choice Hotels med totalt 540 rum, gym och konferensanläggning.

## Historia

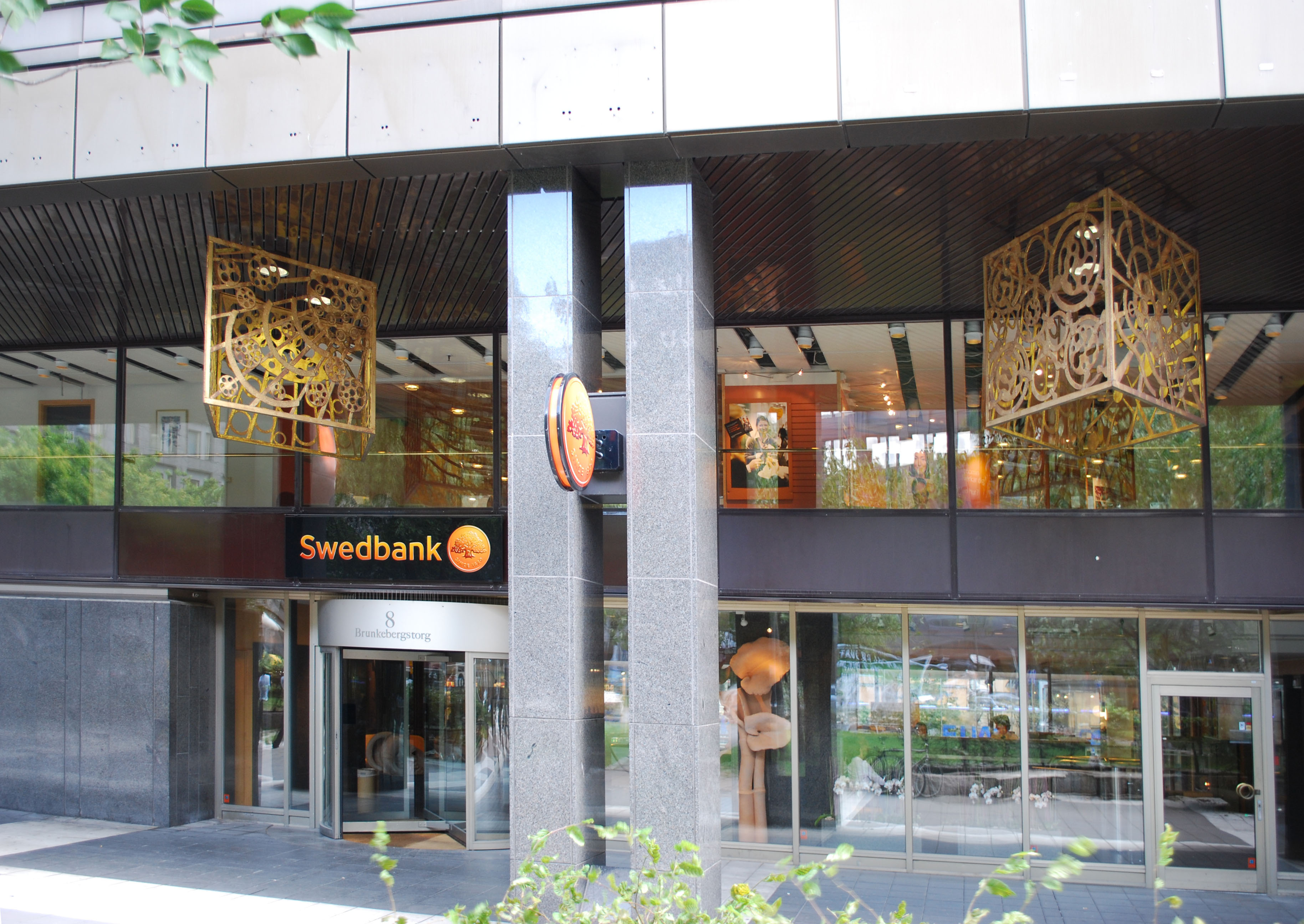
Den tidigare entrén till Swedbank, 2008.

I ramen för Projekt Storviggen planerades 1967 ett storhotell på denna plats. Men amerikanska och svenska intressenter drog sig ur hotellprojektet. Nuvarande byggnad uppfördes mellan 1973 och 1977 för Sparbankernas bank, som hus H i det stora affärskomplexet Gallerian.
Den 135 meter långa kontorsbyggnaden i tretton plan (varav två under marknivå) ritades Boijsen & Efvergren. Mot Brunkebergstorg öppnar sig i bottenvåningen en arkad som är klädd med plattor av polerad svart natursten. Längs hela fasaden finns indragna glasade entrépartier med ramverk av eloxerad aluminium i guld. Huvudentrén är smyckad med hängande tredimensionella stålskulpturer av Stefan Thorén, målade i guldfärg. Fasaden är uppbyggd av plåtkassetter av brun eloxerad aluminium och är ett tidstypiskt och ovanligt välformat exempel på plåtarkitektur. Banksalen låg under torgets nivå och kunde nås via rulltrappa från Brunkebergstorg, eller genom Gallerian. Här finns även butiksutrymmen. Plan 6 - 12 utgjordes av kontorslokaler, medan plan 13 innehöll salonger, matsalar, vinterträdgård samt styrelserum.

## Kulturhistorisk klassning
Fastigheten har inventerats av Stockholms stadsmuseum och getts en grön klassificering vilket innebär ett högt kulturhistoriskt värde och betyder att bebyggelsen är särskilt värdefull från historisk, kulturhistorisk, miljömässig eller konstnärlig synpunkt. I utvärderingen skriver man bland annat:
| ” | Det stadsbildsmässiga värdet i Trollhättan 33 är stort. Den är en del av det stråk av banker som under cityomdaningen placerades längs Malmskillnadsgatan med Riksbanken invid Brunkebergstorg som tyngdpunkt. Byggnaden bildar med sin imposanta plåtarkitektur en fullgod pendang till Riksbanken och skapar tillsammans med bebyggelsen i Skansen 18 en tydlig karaktär av 1970-talsarkitektur i Brunkebergstorgs norra del. Till detta värde bidrar starkt bottenvåningens monumentala arkad med exklusiva parställda pelare i polerad granit. | „ |

## Bilder

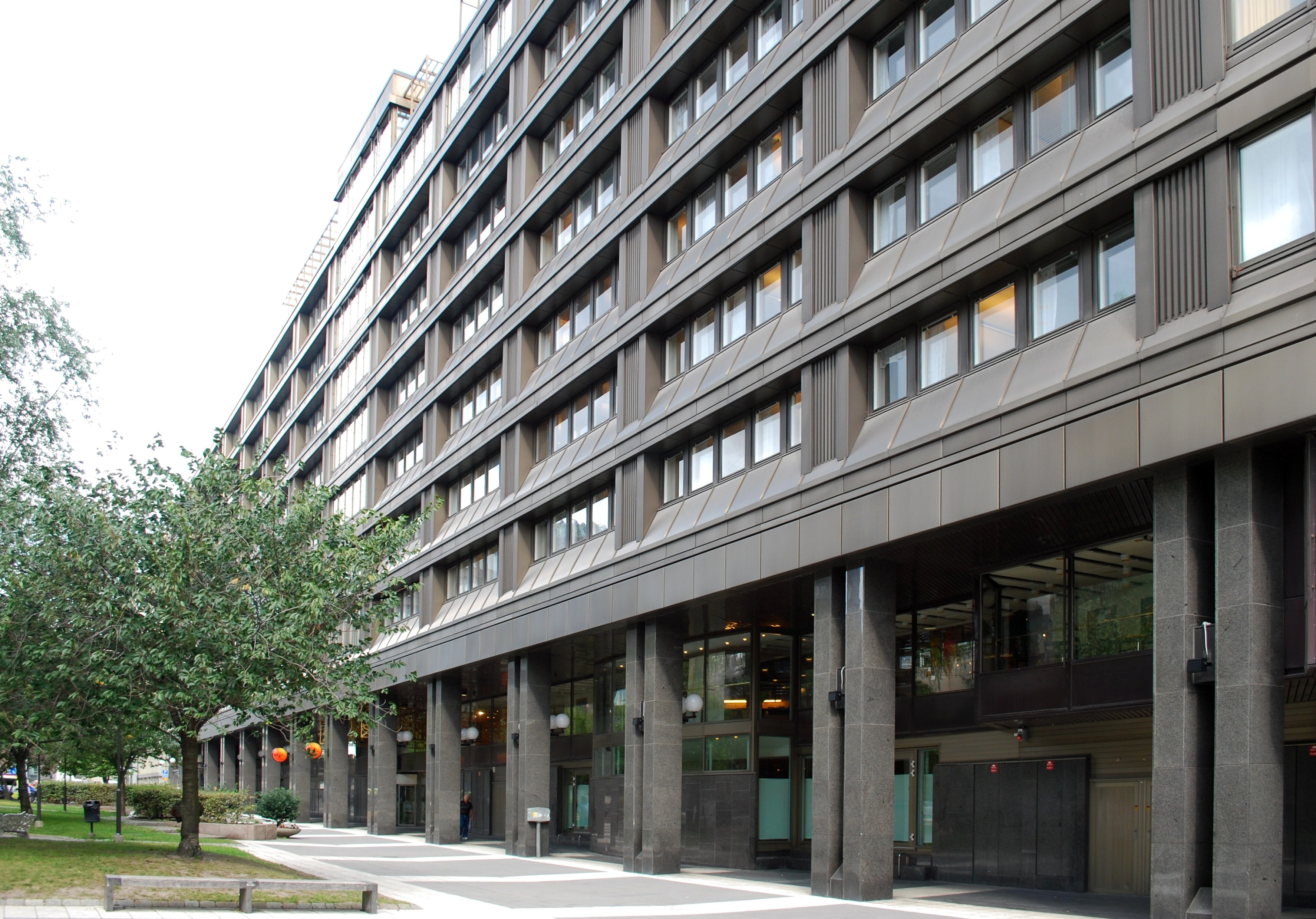
Fasaden utmed Brunkebergstorg innan ombyggnaden, 2009.
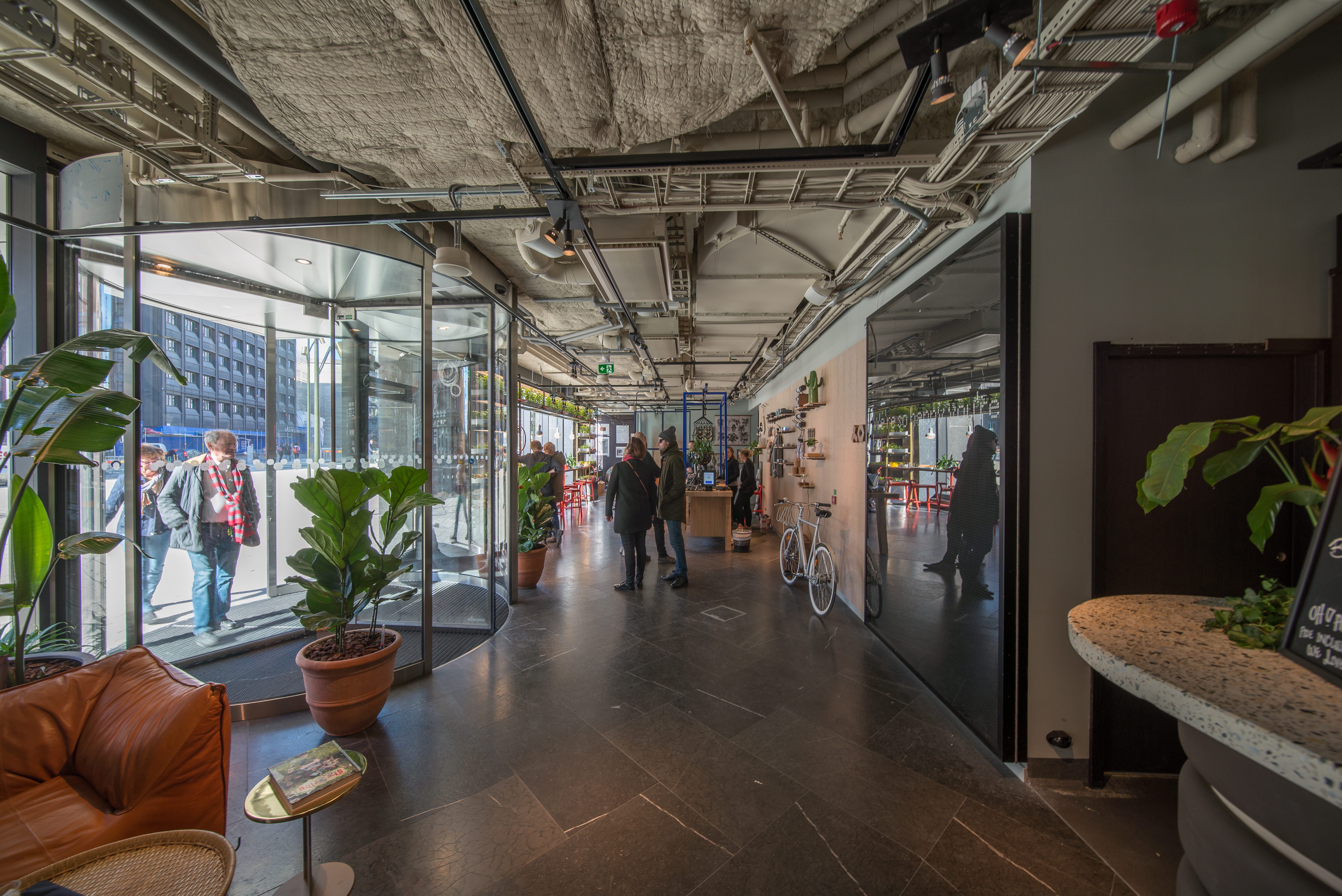
Lobby i hotellet Hobo, 2017.
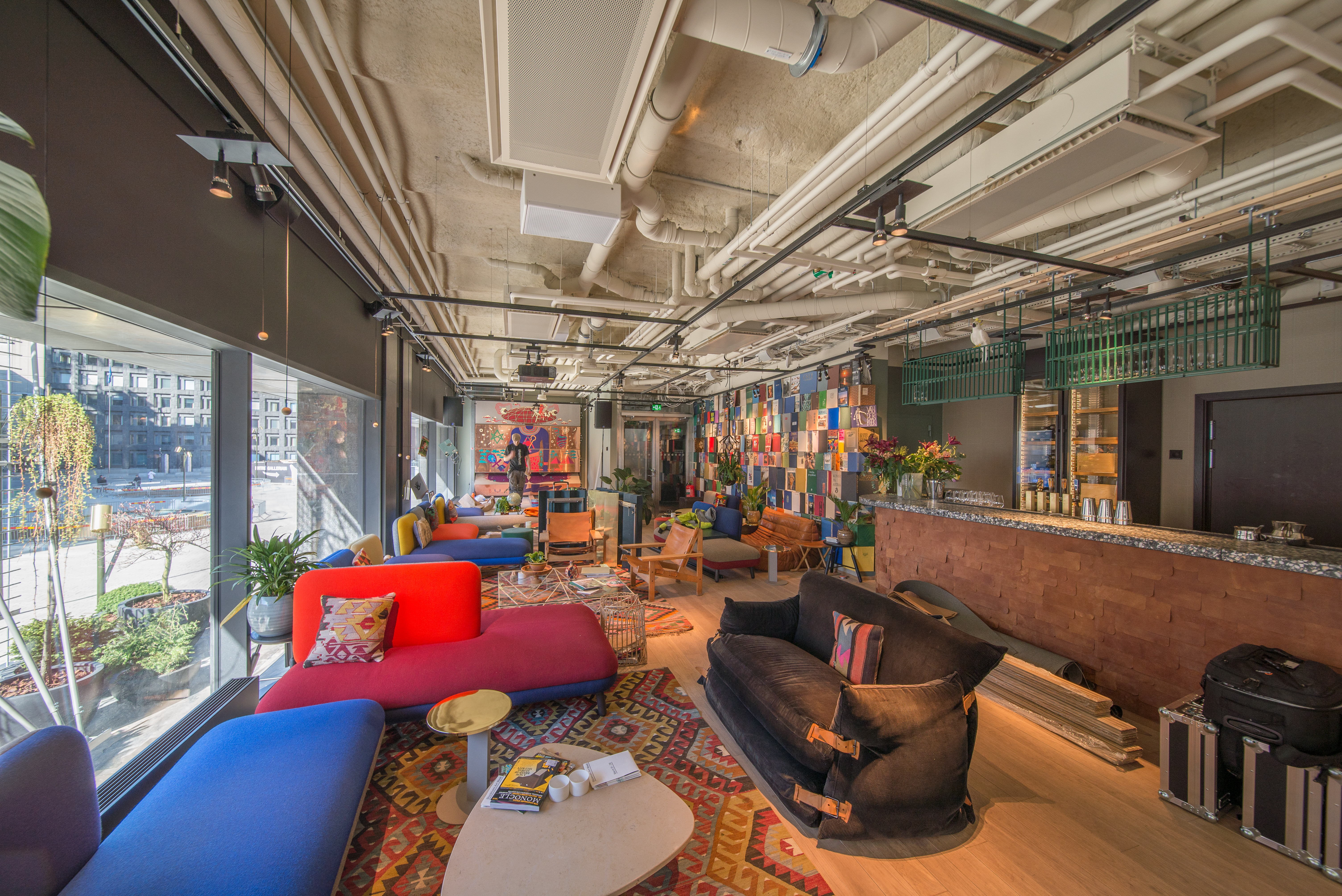
Lobby i hotellet Hobo, 2017.
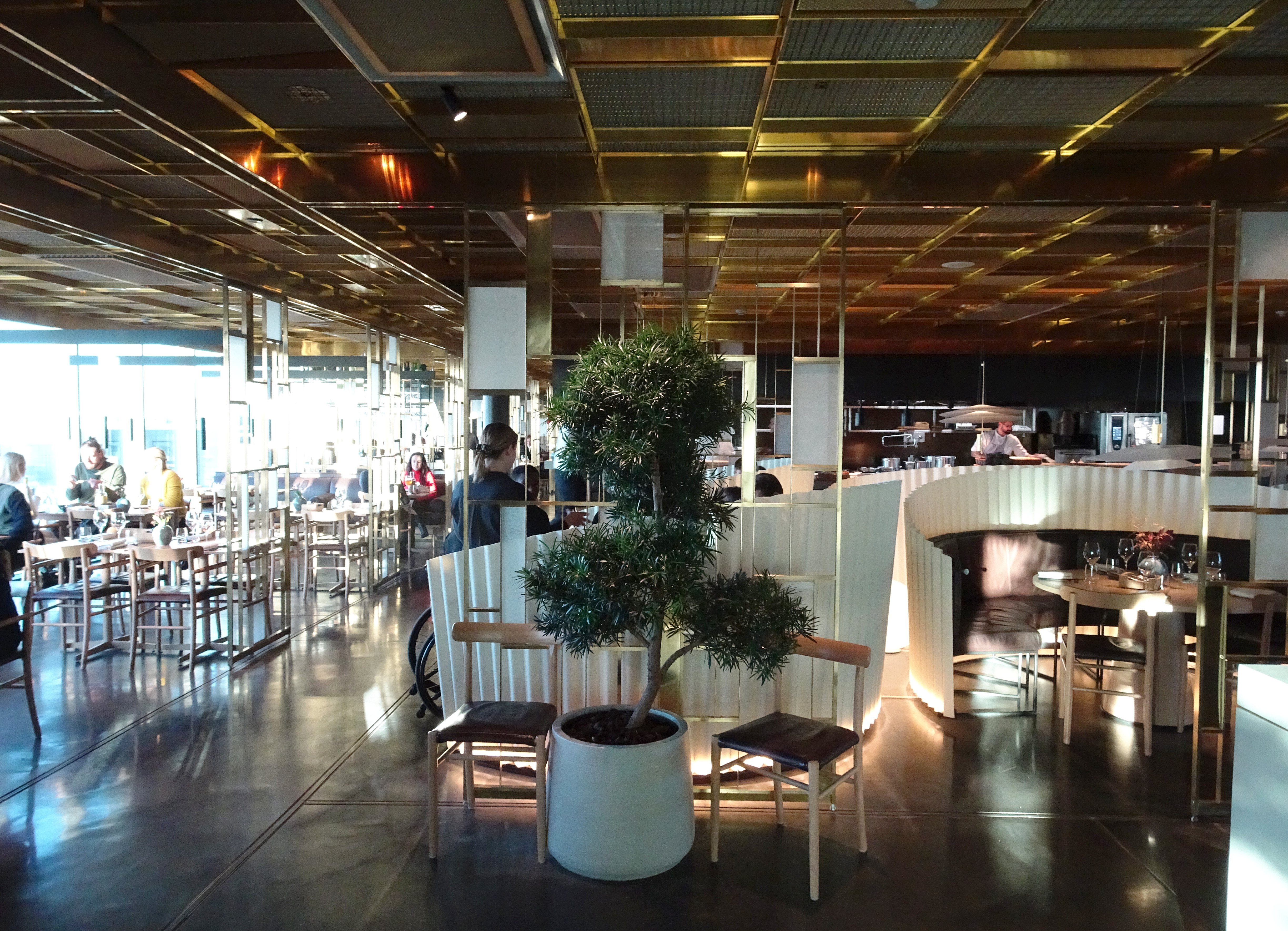
Takrestaurangen "TAK", 2019.
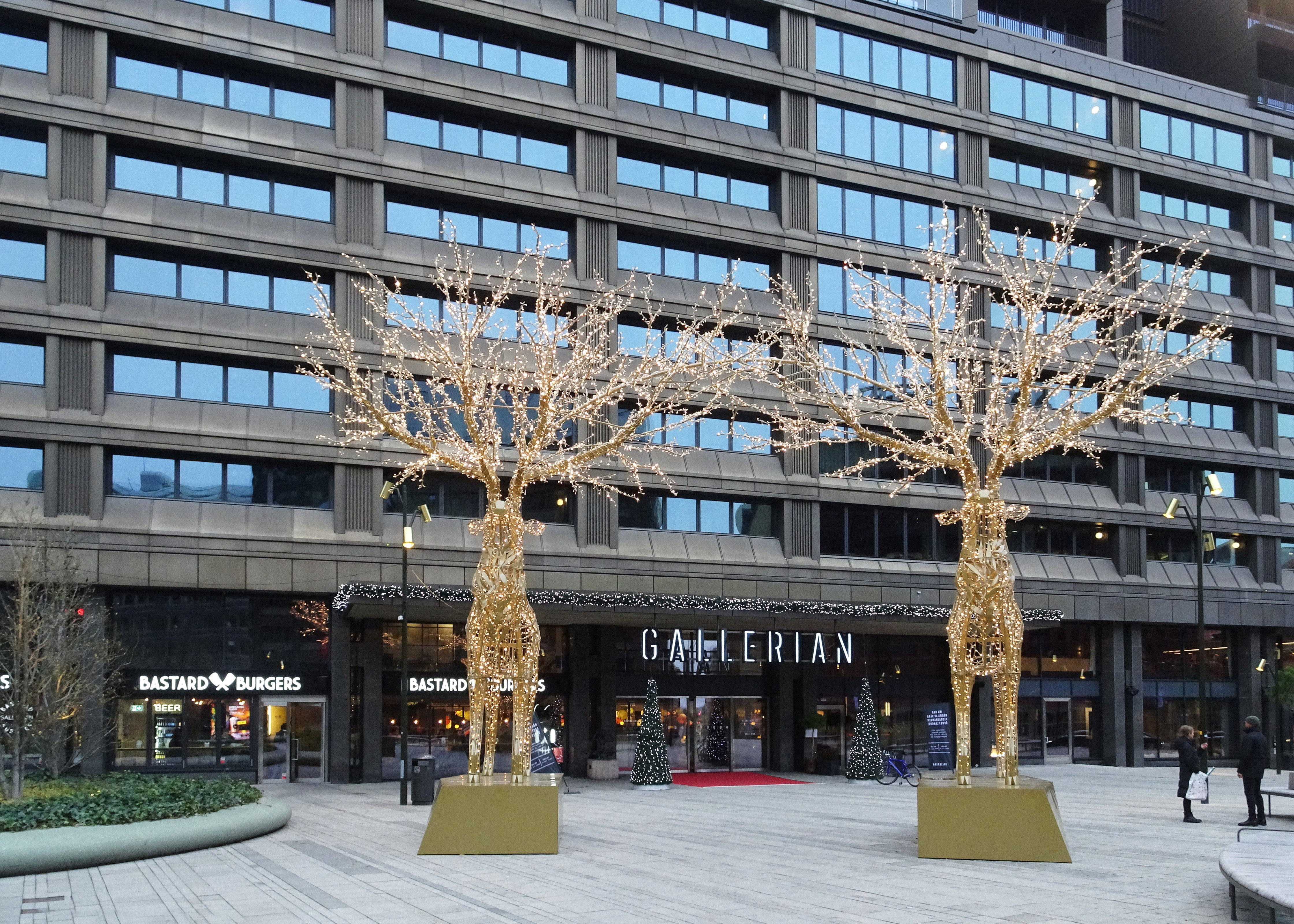
Entrén till Gallerian, 2019.